# Aziatisch kampioenschap voetbal onder 23
Het Aziatisch kampioenschap voetbal onder 23 is een  Aziatisch kampioenschap voetbal voor landenteams onder de 23 jaar, georganiseerd door de AFC. Het eerste toernooi werd gespeeld voor spelers onder de 22 jaar. Het eerste toernooi zou aanvankelijk worden gehouden in 2013 en de kwalificatiewedstrijden in 2012 maar het toernooi zal nu worden gehouden in januari 2014. Het toernooi zal om de 2 jaar worden gehouden. Het toernooi in 2016 diende als Olympisch kwalificatietoernooi voor de Olympische Zomerspelen 2016 in Rio de Janeiro, Brazilië. het toernooi in  2020 staat  gepland voor 8-26  januari waarbij de top 3 zich plaatst voor de Olympische Zomerspelen 2020 in Tokio, Japan.

## Competitieformaat
De format voor de eerste editie is als volgt:
- Zestien teams zullen deelnemen aan het eindtoernooi, inclusief het gastland dat automatisch is gekwalificeerd.
- Teams zijn geplaatst op basis van de resultaten na het Aziatisch kampioenschap voetbal onder 19.
- Het toernooi zal zestien dagen duren
- Drie tot 4 stadions zijn nodig om het toernooi te kunnen organiseren

Het gastland zal roteren per regio : De regio voor het eerste toernooi zal worden bepaald door een loting.
Spelers die deelnemen in een hogere leeftijdscategorie (dit toernooi of AFC Jeugdkampioenschap voetbal) zijn uitgesloten voor deelname aan het Aziatisch kampioenschap voetbal onder 17.

## Historisch overzicht
| Jaar         | Gastland    | Finale      | Finale  | Finale        | Wedstrijd om 3e/4e plaats | Wedstrijd om 3e/4e plaats | Wedstrijd om 3e/4e plaats |
| Jaar         | Gastland    | Winnaar     | Uitslag | Finalist      | 3e plaats                 | Uitslag                   | 4e plaats                 |
| ------------ | ----------- | ----------- | ------- | ------------- | ------------------------- | ------------------------- | ------------------------- |
| 2014 Details | Oman        | Irak        | 1 – 0   | Saoedi-Arabië | Jordanië                  | 0 – 0 (pen. 3–2)          | Zuid-Korea                |
| 2016 Details | Qatar       | Japan       | 3 – 2   | Zuid-Korea    | Irak                      | 2 – 1                     | Qatar                     |
| 2018 Details | China       | Oezbekistan | 2 – 1   | Vietnam       | Qatar                     | 1 – 0                     | Zuid-Korea                |
| 2020 Details | Thailand    | Zuid-Korea  | 1 – 0   | Saoedi-Arabië | Australië                 | 1 – 0                     | Oezbekistan               |
| 2022 Details | Oezbekistan |             | –       |               |                           | –                         |                           |